# Cuerpo de Ejército de Galicia
El Cuerpo de Ejército de Galicia fue una unidad militar de la Guerra Civil Española. Formaba parte del Ejército del Norte y agrupó parte de las tropas del bando sublevado. Fue creado el 24 de octubre de 1937, destinado a constituir una masa de maniobra para futuras operaciones. Su jefe era el general de brigada de Estado Mayor Antonio Aranda Mata. Participa en las batallas de Teruel y Alfambra y las Ofensivas de Aragón y Levante.

## Historial de Operaciones
Sus orígenes se encuentran en las fuerzas militares de Asturias formadas por los defensores de la plaza de Oviedo y las columnas gallegas que acudieron en su socorro, durante los Sitios de Oviedo. Después de su creación, a finales de 1937, iba a participar en una prevista ofensiva final sobre Madrid, aunque la Ofensiva republicana sobre Teruel frustró los planes franquistas y obligó a su envío a este frente. En los últimos días de 1937 y primeros de 1938 fracasan sus contraataques que pretenden romper el cerco republicano sobre Teruel, lo que lleva a la capitulación de la guarnición turolense. En marzo y abril participará en la exitosa Ofensiva de Aragón, que rompe el frente y logra dividir en dos la zona republicana al llegar al Mar Mediterráneo.
Tras esto, participa en la Ofensiva del Levante, que pretende alcanzar Valencia a través del Maestrazgo, avanzando las tropas del General Aranda por la costa y en medio de una fuerte resistencia republicana. El 14 de junio las tropas de Aranda logran entrar en la ciudad de Castellón de la Plana. Al día siguiente siguen avanzando y ocupan Villarreal. Pero a continuación chocarán con una encarnizada resistencia del Ejército Republicano que se ha atrincherado en la Línea XYZ, una cadena de fortificaciones en profundidad que paraliza toda la ofensiva franquista.

## Estructura

### Orden de batalla
A lo largo de la contienda, estuvieron integradas las siguientes divisiones:
- 13.ª División, incorporada al frente de Teruel.
- 83.ª División, incorporada al frente de Teruel.
- 84.ª División, incorporada a los frentes de Teruel y de Aragón.
- 150.ª División, incorporada al frente de Teruel.
- 41.ª División, incorporada al frente de Aragón.
- 82.ª División, incorporada al frente de Aragón.
- 108.ª División, incorporada al frente de Aragón.
- 55.ª División, incorporada al frente de Levante.

### Mandos
- Comandante en jefe: general de brigada de Estado Mayor Antonio Aranda Mata.
- Jefe de Estado Mayor: teniente coronel de Estado Mayor Fermín Gutiérrez de Soto.